# 套曲曲式
套曲曲式（英语：cyclic form），也被称为套曲，是一种音乐形式，由两个或两个以上的、各自独立的、又互相对比呼应的曲式结构组成，可以分为多个乐章，各乐章可以单独演奏，但又在内容构思上形成一个整体，各乐章的对比表现在速度、调性和题材上。
器乐演奏的套曲包括组曲、奏鸣曲和交响乐等，在声乐演唱的包括大合唱和清唱剧等形式。
贝多芬的《第五交响曲》是典型的套曲形式，此外如勃拉姆斯的《第三交响曲》的开头和结尾部分，以及柏辽兹的《幻想交响曲》都使用了套曲形式。